# P.I.M.P.
Singles de 50 Cent
21 Questions
(2003) If I Can't
(2003)
P.I.M.P. est une chanson écrite par 50 Cent et Kon Artis pour le premier album studio de 50 Cent, Get Rich or Die Tryin' (2003), sorti en tant que troisième single de l’album. La chanson est reconnaissable au son de ses steel drums. Un remix officiel de la chanson a été fait, auquel Snoop Dogg, Lloyd Banks et Young Buck ont participé.
Le premier remix de P.I.M.P. pour la radio était sur le mixtape G-Unit Radio Part 1. Elle comporte un couplet et un refrain par Snoop Dogg et un nouveau couplet de 50 Cent.
Le deuxième remix de P.I.M.P. avec Snoop Dogg a atteint le no 3 au Billboard Hot 100. La chanson commence par le premier couplet original de 50 Cent, suivi des couplets de Snoop Dogg, Lloyd Banks et Young Buck.

## Clip vidéo
La vidéo a été réalisée par Chris Robinson et présente les quatre rappeurs entourés de femmes aux seins nus.
Le clip a fait ses débuts sur l'émission  de MTV, Total Request Live au numéro neuf et est restée dans les charts pendant cinquante jours. Aux MTV Video Music Awards de 2004, la chanson a été nommée pour le titre de « Best Rap Video », mais a concédé la victoire à la chanson 99 Problems de Jay-Z.

## Classement
| Classement (2003)                       | Meilleure position |
| --------------------------------------- | ------------------ |
| Allemagne (Media Control AG)            | 5                  |
| Australie (ARIA)                        | 2                  |
| Autriche (Ö3 Austria Top 40)            | 12                 |
| Belgique (Flandre Ultratop 50 Singles)  | 10                 |
| Belgique (Wallonie Ultratop 50 Singles) | 19                 |
| Canada (Hot 100)                        | 18                 |
| Danemark (Tracklisten)                  | 5                  |
| États-Unis (Hot 100)                    | 3                  |
| États-Unis (R&B/Hip-Hop Songs)          | 2                  |
| États-Unis (Pop Airplay)                | 1                  |
| États-Unis (Rap Songs)                  | 1                  |
| Finlande (Suomen virallinen lista)      | 10                 |
| France (SNEP)                           | 25                 |
| Italie (FIMI)                           | 10                 |
| Irlande (IRMA)                          | 11                 |
| Pays-Bas (Nederlandse Top 40)           | 8                  |
| Nouvelle-Zélande (RMNZ)                 | 2                  |
| Norvège (VG-lista)                      | 4                  |
| Suède (Sverigetopplistan)               | 8                  |
| Suisse (Schweizer Hitparade)            | 4                  |
| Royaume-Uni (UK Singles Chart)          | 6                  |

## Au cinéma
Une version instrumentale est utilisée dans le film Taxi 4.
Une reprise instrumentale de la chanson aux steel drums par l'ensemble allemand Bacao Rhythm & Steel Band est utilisée plusieurs fois au cours du film Anatomie d'une chute de Justine Triet.